# Калинівка (Синельниківський район)
Кали́нівка (МФА: [kɐˈɫɪɲiu̯kɐ] ( прослухати)) — село в Україні, у Зайцівській сільській територіальній громаді Синельниківського району Дніпропетровської області. Населення за переписом 2001 року становить 127 осіб. Орган місцевого самоврядування — Зайцівська сільська рада.

## Історія
7 (20) листопада 1917 року, відповідно до Третього Універсалу Української Центральної Ради, увійшло до складу Української Народної Республіки.
12 червня 2020 року, відповідно до розпорядження Кабінету Міністрів України № 709-р від «Про визначення адміністративних центрів та затвердження територій територіальних громад Дніпропетровської області», увійшло до складу Зайцівської сільської громади.
19 липня 2020 року, в результаті адміністративно-територіальної реформи та ліквідації   Синельниківського (1923—2020) району, село увійшло до складу новоутвореного Синельниківського району.

## Географія
Село Калинівка знаходиться на відстані 0,5 км від села Новопавлоградське і за 3 км від села Зайцеве. По селу протікає пересихаючий струмок з загатою.

## Інтернет-посилання
- Погода в селі Калинівка [Архівовано 20 грудня 2011 у Wayback Machine.]